# 셀피 (시트콤)
《셀피》(영어: Selfie)는 2014년 방영된 미국의 시트콤이다. 캐런 길런과 존 조가 주연을 맡았습니다.